# L'Enclos du temps
Pour plus de détails, voir Fiche technique et Distribution.
L'Enclos du temps est un film français réalisé par Jean-Charles Fitoussi en 2012, lauréat du prix Jean-Vigo 2013.

## Synopsis
Passant ses vacances en Italie chez son grand-père, Théophile se rend compte que l’état de santé du vieil homme se dégrade de plus en plus. On finit par faire appel aux soins du Dr William Stein.

## Fiche technique
- Titre original : L'Enclos du temps
- Titre anglais : The Enclosure of Time
- Réalisation, scénario et production : Jean-Charles Fitoussi
- Photographie : Jean-Charles Fitoussi
- Montage : Jean-Charles Fitoussi
- Son : Jean-Charles Fitoussi, Erwan Kerzanet, Nicolas Fioraso
- Mixage : Ivan Gariel
- Musique : César Franck, Franz Joseph Haydn, Gioacchino Rossini
- Durée : 67 minutes
- Date de sortie : Suisse - 6 août 2012 (présentation au Festival international du film de Locarno)[1]

## Distribution
- Théophile Gady : Théophile
- Valentine Krasnochok : Valentine
- Bruno Passera : Bruno
- Gabrielle Passera Chevallier : Bibi
- Frédéric Schiffter : William Stein
- Luís Miguel Cintra : Louis Canterel
- Bernard Blancan : Bernard
- Frédéric Bonpart : Frédéric
- Laurent Talon : Laurent dit Pluton
- Bénédicte Gady : Bénédicte
- Jean-Claude Passera : Jean-Claude dit Saturne
- Cécile Reboul : Cécile
- Catherine Voiriot : Catherine
- Lucie Jégo : femme de Pluton
- Brunella Fabris : Grand-Mère de Bibi
- David Brouzet : Secrétaire de Stein
- Marielle Chevallier : Conductrice
- Pierre Locardel : Monsieur Picoune
- Christelle Piccarreta : infirmière
- Emmanuel Levaufre : médecin-assistant
- Santiago Espinosa : donneur de poumon
- Pierre-Yves Quiviger : futur corps
- Pounette : Chien